# Jack Hill (acteur)
Pour les articles homonymes, voir Jack Hill (homonymie) et Hill.
Jack Hill (1887 - 1963) est un acteur américain qui tourna principalement dans les films de Laurel et Hardy et de Robert F. McGowan.

## Filmographie
Sauf indication contraire, les informations mentionnées dans cette section peuvent être confirmées par la base de données cinématographiques IMDb,  présente dans la section « Liens externes ».
- 1922 : A Quiet Street de Robert F. McGowan et Tom McNamara (CM) : Red Mike
- 1923 : Back Stage de Robert F. McGowan (CM) : Audience extra
- 1923 : Dogs of War de Robert F. McGowan (CM) : Officer
- 1923 : Stage Fright de Robert F. McGowan (CM) : Audience member
- 1925 : The Fighting Demon d'Arthur Rosson : Professor
- 1926 : Good Cheer de Robert F. McGowan (CM) : Pedestrian
- 1926 : Scandale à Hollywood (45 minutes from Hollywood) de Fred Guiol (CM) : Hotel Guest (non crédité)
- 1927 : The Glorious Fourth de Robert F. McGowan (CM) : Man with monocle
- 1927 : Poursuite à Luna-Park (Sugar Daddies) de Fred Guiol et Leo McCarey (CM) : Hotel extra
- 1927 : Mon neveu l’Écossais (Putting Pants on Philip) de Clyde Bruckman (CM) : Extra
- 1927 : La Bataille du siècle (The Battle of the Century) de Clyde Bruckman (CM) : Ringside spectator
- 1928 : Playin' Hookey de Robert F. McGowan (CM) : Keystone-ish cop
- 1928 : Laissez-nous rire (Leave 'Em Laughing) de Clyde Bruckman (CM) : Irate Motorist (non crédité)
- 1928 : En vitesse (Speedy) de Ted Wilde : Man (non crédité)
- 1928 : La Minute de vérité (Their Purple Moment) de James Parrott et Fred Guiol (CM) : Doorman/Pink Pub Patron (non crédité)
- 1928 : Un homme à boue (Should Married Men Go Home?), de James Parrott et Leo McCarey (CM) : Muddy Combatant (non crédité)
- 1928 : V'là la flotte (Two Tars) de James Parrott (CM) : Motorist with mattress
- 1929 : Election Day de Robert F. McGowan (CM) : Gangster
- 1929 : Vive la liberté (Liberty) de Leo McCarey (CM) : Officer
- 1929 : Y a erreur ! (Wrong Again) de Leo McCarey (CM) : Man on buckboard
- 1929 : Movie Night de Lewis R. Foster (CM) : Movie Patron (non crédité)
- 1929 : Railroadin' de Robert F. McGowan (CM) : Grocery truck driver
- 1929 : Leaping Love de Warren Doane (CM) : Bit (non crédité)
- 1929 : Cat, Dog & Co. de Robert F. McGowan (CM) : Pedestrian (non crédité)
- 1929 : Uppercut O'Brien de Earle Rodney (CM) : Filipino Fighter (non crédité)
- 1930 : La estación de gasolina (CM) : Figuration (non crédité)
- 1930 : Le joueur de golf de Edgar Kennedy (CM) : Figuration (non crédité)
- 1930 : Quelle bringue ! (Blotto / Une nuit extravagante / La vida nocturna) de James Parrott (CM) : Man in Rainbow Club (non crédité)
- 1930 : The Big Kick de Warren Doane (CM) : Figuration (non crédité)
- 1930 : En dessous de zéro (Below Zero) de James Parrott (CM) : Busboy (non crédité)
- 1930 : Tiembla y titubea de James Parrott (CM) : Busboy (non crédité)
- 1930 : Pups Is Pups de Robert F. McGowan (CM) : Man in Crowd (non crédité)
- 1931 : Drôles de bottes (Be Big! / Les Carottiers / Los calaveras) de James W. Horne et James Parrott (CM) : Railway Station Passerby (non crédité)
- 1931 : Les Bijoux volés (The Stolen Jools ou The Slippery Pearls) de William C. McGann (CM) : Policeman
- 1931 : Sous les verrous (Pardon US / Los presidiarios / Muraglie / Hinter Schloss und Riegel) de James Parrott : Insurgent Convict (non crédité)
- 1931 : Shiver My Timbers (en) de Robert F. McGowan (CM) : Pirate
- 1931 : The Kick-Off! de George Stevens  (CM) : Bit (non crédité)
- 1931 : Les Deux Légionnaires (Beau Hunks) de James W. Horne (CM) : Riffian (non crédité)
- 1931 : On the Loose de Hal Roach (CM) : Fun House Worker (non crédité)
- 1932 : Stan boxeur (Any Old Port!) de James W. Horne (CM) : Spectator (non crédité)
- 1932 : Prenez garde au lion (The Chimp) de James Parrott (CM) : Circus Audience Member (non crédité)
- 1932 : Les Sans-soucis (Pack Up Your Troubles) de George Marshall et Ray McCarey : New Recruit/Pedestrian (non crédité)
- 1932 : Free Wheeling de Robert F. McGowan (CM) : Officer sent skyward
- 1932 : A Lad an' a Lamp de Robert F. McGowan (CM) : Audience member/Officer
- 1933 : Fra Diavolo (The Devil's Brother) de Hal Roach et Charley Rogers : Brigand (non crédité)
- 1933 : Laurel et Hardy menuisiers (Busy Bodies) de Lloyd French (CM) : Shop Worker (non crédité)
- 1934 : Elmer Steps Out de Jules White  (CM) :
- 1934 : Fishing for Trouble de Sam White (CM) :
- 1934 : L'Île au trésor Treasure Island de Victor Fleming : Pirate (non crédité)
- 1934 : Back to the Soil de Jules White (CM) :
- 1934 : Un jour une bergère (Babes in Toyland) de Gus Meins et Charley Rogers : Townsman (non crédité)
- 1934 : The Chases of Pimple Street de Charley Rogers (CM) : Chase's Double (non crédité)
- 1935 : Laurel et Hardy électriciens (Tit for Tat) de Charley Rogers (CM) : Passerby (non crédité)
- 1935 : Les Rois de la gaffe (The Fixer Uppers) de Charley Rogers (CM) : Policeman (non crédité)
- 1935 : Southern Exposure de Charley Chase (CM) : Juryman (non crédité)
- 1935 : Stolen Harmony de Alfred L. Werker : Cop (non crédité)
- 1935 : Bons pour le service (Bonnie Scotland) : Hotel Lobby extra/Newly Drafted Soldier/Native Henchman (non crédité)
- 1935 : Millions in the Air de Ray McCarey : Motor Cop (non crédité)
- 1936 : Divot Diggers (en) de Robert F. McGowan (CM) : Golfer
- 1936 : La Bohémienne (The Bohemian Girl) de James W. Horne : Soldier (non crédité)
- 1936 : The Lucky Corner (en) de Gus Meins (CM) : Crowd extra
- 1936 : En vadrouille (On the Wrong Treck) de Charley Chase et Harold Law (CM) : figuration (non crédité)
- 1936 : C'est donc ton frère (Our Relations) de Harry Lachman : Extra in Pirate's Club (non crédité)
- 1936 : General Spanky de Gordon Douglas et Fred C. Newmeyer : Bit (non crédité)
- 1937 : Laurel et Hardy au Far-West (Way Out West) de James W. Horne : Employé de Finn (non crédité)
- 1937 : On demande une étoile (Pick a Star) de Edward Sedgwick : Figuration (non crédité)
- 1938 : Les montagnards sont là (Swiss Miss) de John G. Blystone et Hal Roach : Swiss Dress Extra (non crédité)
- 1938 : Têtes de pioche (Block-Heads) de John G. Blystone : Soldat dans les tranchées (non crédité)
- 1939 : Mooching Through Georgia de Jules White (CM) : Soldier
- 1940 : En croisière (Saps at Sea) de Gordon Douglas : L'homme sous l'auto (non crédité)